# Wyspy Marshalla na Mistrzostwach Świata w Lekkoatletyce 2022
Wyspy Marshalla na Mistrzostwach Świata w Lekkoatletyce 2022 – reprezentacja Wysp Marshalla podczas mistrzostw świata w Eugene liczyła jedną zawodniczkę.

## Skład reprezentacji

### Kobiety
| Zawodniczka     | Konkurencja   | Eliminacje | Eliminacje | Półfinał | Półfinał | Finał | Finał   | Źródło |
| Zawodniczka     | Konkurencja   | Wynik      | Pozycja    | Wynik    | Pozycja  | Wynik | Pozycja | Źródło |
| --------------- | ------------- | ---------- | ---------- | -------- | -------- | ----- | ------- | ------ |
| Ka'alieena Bien | bieg na 100 m | 14.71      | 49.        | NQ       | NQ       | NQ    | NQ      | [ 1 ]  |